# 耳萝卜螺
耳萝卜螺（学名：Radix auricularia）为椎实螺科萝卜螺属的模式種，俗名响螺、椎实螺、痕螺，是中国的特有物种。

## 分佈
分布于古北区以及中国大陆。栖息于各種咸淡、甚至是缺氧的水域内。其生存的海拔上限为6000米。

## 亚种
- 台灣椎實螺 Radix auricularia swinhoei (Adams, 1866)